# Narodne novine

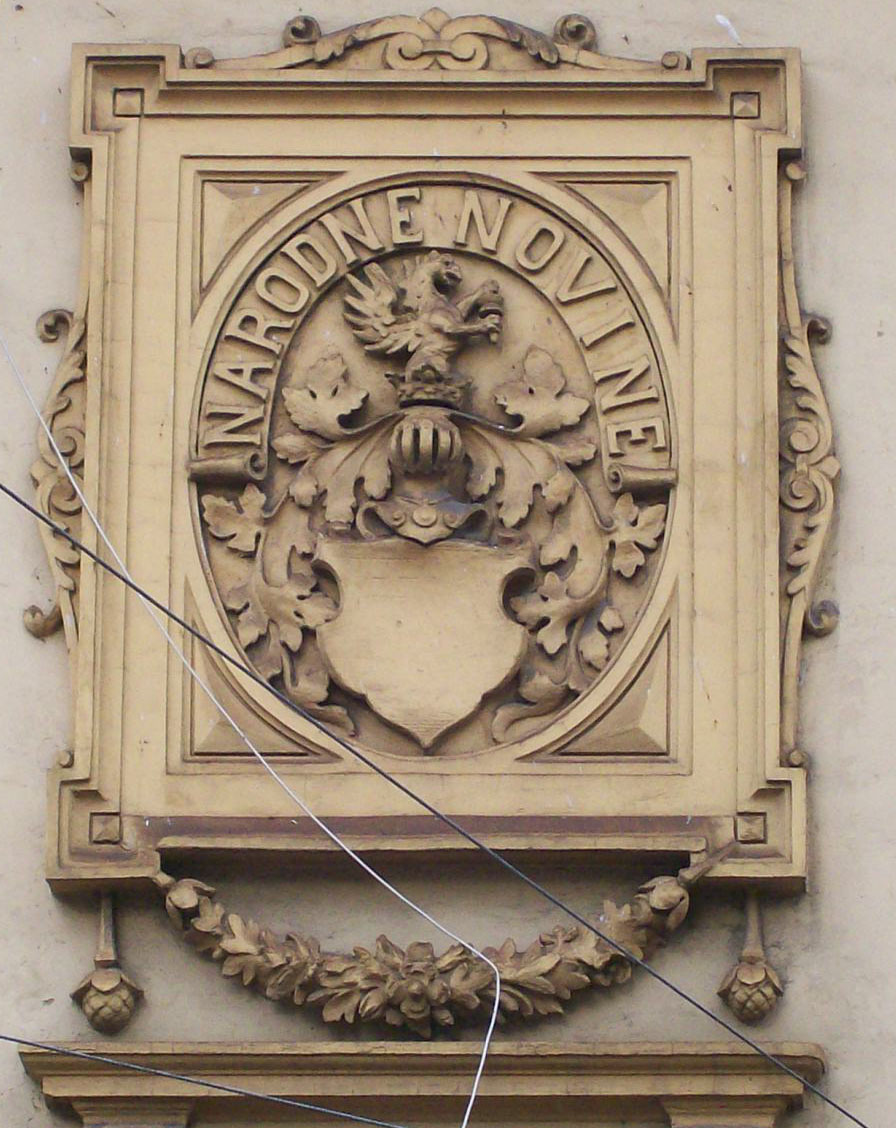
Relief über dem Eingang des Verlagshauses

Narodne novine (dt. Volkszeitung) ist das amtliche Gesetzblatt der Republik Kroatien.